# Acrocyon
Acrocyon és un gènere extint de marsupials que visqueren a Sud-amèrica durant el Miocè inferior, fa entre 16,3 i 21 milions d'anys. Se n'han trobat restes fòssils a les formacions de Santa Cruz i Sarmiento (Argentina).